# نیل فینگلتن
نیل فینگلتن (انگلیسی: Neil Fingleton، زادهٔ ۱۸ دسامبر ۱۹۸۰ – درگذشته ۲۵ فوریه ۲۰۱۷)، بازیگر و بازیکن بسکتبال بریتانیایی بود. او با ۲۳۲٫۶ سانتیمتر قد، بلندقامت‌ترین مرد بریتانیا شناخته شد و در میان ۲۵ مرد بلندقد جهان قرار داشت.
این عنوان برای او از سوی کتاب رکوردهای جهانی گینس در سال ۲۰۰۷ ثبت شده است. پس از فینگلتن، کریستوفر گرینر با ۲۲۹٫۲ سانتیمتر قد قرار دارد.
فینگلتن در ۴۷ رونین، بازی تاج و تخت، صعود ژوپیتر، مردان ایکس: کلاس اول و انتقام‌جویان: عصر اولتران و دکتر هو بازی کرده است.
فینگلتن در ۲۵ فوریه ۲۰۱۷ در سن ۳۶ سالگی به دلیل نارسایی قلبی درگذشت.